# Nigdy cię nie zapomnę (telenowela)
Nigdy cię nie zapomnę (hiszp. Nunca te olvidaré) – meksykańska telenowela z 1999 roku. W rolach głównych Fernando Colunga i Edith González. Piosenkę tytułową Nunca te olvidare śpiewa Enrique Iglesias.

## Wersja polska
W Polsce telenowela była emitowana w TVN. Opracowaniem wersji polskiej zajęło się ITI Film Studio na zlecenie TVN. Autorem tekstu była Barbara Włodarek. Lektorem serialu był Mirosław Utta.

## Obsada
- Fernando Colunga – Luis Gustavo Uribe del Valle
- Edith González – Esperanza Gamboa Martel / Isabel Clara Martel
- Alma Muriel – Consuelo Del Valle
- Eugenia Cauduro – Silvia Requena Ortiz
- Humberto Elizondo – Fermín Requena
- Delia Casanova – Doña Carmen
- Leticia Perdigón – Gudelia
- Zully Keith – Irene Polanco
- Marisol Santacruz – Leticia Magaña Polanco
- Sergio Catalán – Juan Moraima
- Juan Carlos Bonet – Eduardo Moraima
- Pablo Montero – Álvaro Cordero
- Niurka Marcos – Alcatraz Cordero
- Josefina Echánove – Sor Margarita
- Octavio Galindo – Dr. Carlos Bárcenas
- Amparo Garrido – Madre Superiora
- Jaime Lozano – Higinio Sánchez
- Johnny Laboriel – Johnny
- Tony Flores
- Carlos Rotzinger
- Toño Infante – Braulio
- Edgar Ponce – Adrián Magaña Polanco
- Liliana Arriaga – La Chupitos
- Bárbara Ferré – Blanca
- Roberto Miquel – Robert
- Julián Pastor – Don Antonio Uribe
- Macaria – Berenice Cordero
- Alejandra Procuna – Mara Montalbán
- Miguel De León – Dr. Leonel Valderrama
- Evita Muñoz – Benita
- Gustavo Negrete – Justo Magaña
- Luis Gimeno – Dr. Alberto Rivero
- Adalberto Parra
- Silvia Caos – Serafina Perez
- Beatriz Aguirre – Alfonsa Valderrama
- Eric del Castillo – Lic. Méndez
- Ivonne Montero – Paola Campos
- Marichelo – Precilda
- Claudio Báez – Comandante Patiño
- Iliana de la Garza – Petra
- Eduardo de la Peña – Filogonio
- Esteban Franco – José Manuel
- Gustavito – Gustavito
- Ramón Menéndez – Dr. Zetina
- Tania Prado – Sandra
- Sergio Sánchez – Anselmo
- Julio Alemán – Juez
- Wendy González – Esperanza Gamboa (dziecko)
- Daniel Habif – Luis Gustavo Uribe (dziecko)
- Dulce María – Silvia Requena Ortìz (dziecko)
- Diego Sieres – Adrián (dziecko)
- Gaby Garza – Leticia (dziecko)

## Nagrody i nominacje

### Premios TVyNovelas2000
| Kategoria                      | Nominowani        | Wynik     |
| ------------------------------ | ----------------- | --------- |
| Najlepsza antagonistka         | Alma Muriel       | Nominacja |
| Najlepszy antagonista          | Humberto Elizondo | Nominacja |
| Najlepsza aktorka drugoplanowa | Marisol Santacruz | Nominacja |
| Najlepszy aktor drugoplanowy   | Sergio Catalán    | Nominacja |